# Filmographie d'Alain Delon
Cet article détaille la filmographie complète d'Alain Delon.

## Filmographie

### Acteur au cinéma

#### Années 1940
- 1949 : Le Rapt d'Olivier Bourguignon (court-métrage muet de 22 secondes[1])

#### Années 1950
- 1957 : Quand la femme s'en mêle d'Yves Allégret : Jo
- 1957 : Sois belle et tais-toi de Marc Allégret : Loulou
- 1958 : Christine de Pierre Gaspard-Huit : Franz Lobheiner
- 1959 : Faibles Femmes de Michel Boisrond : Julien Fenal
- 1959 : Le Chemin des écoliers de Michel Boisrond : Antoine Michaud

#### Années 1960
- 1960 : Plein Soleil de René Clément : Tom Ripley / Philippe Greenleaf
- 1960 : Rocco et ses frères (Rocco e i suoi fratelli) de Luchino Visconti : Rocco Parondi
- 1961 : Quelle joie de vivre (Che gioia vivere) de René Clément : Ulysse Cecconato
- 1961 : Les Amours célèbres de Michel Boisrond (sketch Agnès Bernauer) : le duc Albert de Bavière
- 1962 : La Femme rousse (Die Rote) de Helmut Käutner : (non crédité)
- 1962 : L'Éclipse (L'eclisse) de Michelangelo Antonioni : Piero
- 1962 : Le Diable et les Dix Commandements (5e commandement - Tes père et mère honoreras) de Julien Duvivier : Pierre Messager
- 1962 : L'Échiquier de Dieu de Christian-Jaque (film inachevé)
- 1963 : Carambolages de Marcel Bluwal : M. Lambert
- 1963 : Mélodie en sous-sol d'Henri Verneuil : Francis Verlot
- 1963 : Le Guépard (Il gattopardo) de Luchino Visconti : Tancredi
- 1964 : La Tulipe noire de Christian-Jaque : Guillaume et Julien de Saint-Preux
- 1964 : L'Insoumis d'Alain Cavalier : Thomas Vlassenroot
- 1964 : Les Félins de René Clément : Marc
- 1964 : La Rolls-Royce jaune (The Yellow Rolls-Royce) d'Anthony Asquith : Stefano
- 1964 : L'Amour à la mer de Guy Gilles : L'acteur dans le film au cinéma (participation amicale)
- 1965 : Les Tueurs de San Francisco (Once a Thief) de Ralph Nelson : Eddie Pedak
- 1966 : Paris brûle-t-il ? de René Clément : Jacques Chaban-Delmas
- 1966 : Texas, nous voilà (Texas Across the River) de Michael Gordon : Don Andrea Baldazar, dit « Baldy »
- 1966 : Les Centurions (Lost Command) de Mark Robson : Philippe Esclavier
- 1967 : Les Aventuriers de Robert Enrico : Manu Borelli
- 1967 : Diaboliquement vôtre de Julien Duvivier : Georges Campo
- 1967 : Le Samouraï de Jean-Pierre Melville : Jef Costello
- 1968 : Adieu l'ami de Jean Herman : Dino Barran
- 1968 : La Motocyclette (Girl on a Motorcycle) de Jack Cardiff : Daniel
- 1968 : Ho ! de Robert Enrico : le piéton à l'aéroport (apparition non créditée)
- 1968 : La Piscine de Jacques Deray : Jean-Paul Leroy
- 1968 : Histoires extraordinaires (sketch William Wilson) de Louis Malle : William Wilson / son jumeau
- 1969 : Jeff de Jean Herman : Laurent
- 1969 : Madly (Il piacere dell'uomo) de Roger Kahane : Julien Dandieu
- 1969 : Le Clan des Siciliens d'Henri Verneuil : Roger Sartet

#### Années 1970
- 1970 : Doucement les basses de Jacques Deray : Simon Médieu
- 1970 : Borsalino de Jacques Deray : Roch Siffredi
- 1970 : Le Cercle rouge de Jean-Pierre Melville : Corey
- 1970 : Crepa padrone, crepa tranquillo de Piero Schivazappa et Jacques Deray (film inachevé)
- 1971 : Soleil rouge de Terence Young : Gotch
- 1971 : Fantasia chez les ploucs de Gérard Pirès : apparition
- 1971 : L'Assassinat de Trotsky (L'assassinio di Trotsky) de Joseph Losey : Frank Jackson
- 1971 : La Veuve Couderc de Pierre Granier-Deferre : Jean Lavigne
- 1972 : Un flic de Jean-Pierre Melville : le commissaire Édouard Coleman
- 1972 : Le Professeur (La prima notte di quiete) de Valerio Zurlini : Daniele Dominici
- 1972 : Il était une fois un flic de Georges Lautner : l'homme qui sonne à la porte (apparition non créditée)
- 1972 : Traitement de choc d'Alain Jessua : le Dr Devilers
- 1973 : Big Guns : Les Grands Fusils (Tony Arzenta) de Duccio Tessari : Tony Arzenta
- 1973 : Scorpio de Michael Winner : Jean Laurier, dit « Scorpio »
- 1973 : Les Granges brûlées de Jean Chapot : le juge Pierre Larcher
- 1973 : Deux Hommes dans la ville de José Giovanni : Gino Strabliggi
- 1974 : La Race des seigneurs de Pierre Granier-Deferre : Julien Dandieu
- 1974 : Borsalino and Co. de Jacques Deray : Roch Siffredi
- 1974 : Les Seins de glace de Georges Lautner : Marc Rilson
- 1975 : Zorro de Duccio Tessari : Don Diego de la Vega / Zorro
- 1975 : Flic Story de Jacques Deray : Roger Borniche
- 1975 : Le Gitan de José Giovanni : Hugo Sennart, dit « Le Gitan »
- 1976 : Armaguedon d'Alain Jessua : le Dr Michel Ambroise
- 1976 : Khenchela city de Claude Elbaz : le jeune garçon
- 1976 : Comme un boomerang de José Giovanni : Jacques Batkin
- 1976 : Monsieur Klein de Joseph Losey : Robert Klein
- 1977 : Le Gang de Jacques Deray : Robert, dit « Le dingue »
- 1977 : L'Homme pressé d'Édouard Molinaro : Pierre Niox
- 1977 : Mort d'un pourri de Georges Lautner : Xavier Maréchal, dit « Xav »
- 1978 : Attention, les enfants regardent de Serge Leroy : l'homme
- 1979 : Airport 80 Concorde (The Concorde...Airport '79) de David Lowell Rich : le capitaine Paul Metrand
- 1979 : Le Toubib de Pierre Granier-Deferre : Jean-Marie Desprée

#### Années 1980
- 1980 : Téhéran 43, nid d'espions (Тегеран-43) d'Alexandre Alov et Vladimir Naoumov : l'inspecteur Georges Foche
- 1980 : Trois Hommes à abattre de Jacques Deray : Michel Gerfaut
- 1981 : Pour la peau d'un flic d'Alain Delon : Choucas
- 1982 : Le Choc de Robin Davis : Martin Terrier / Christian
- 1983 : Le Battant d'Alain Delon : Jacques Darnay
- 1984 : Un amour de Swann de Volker Schlöndorff : le baron de Charlus
- 1984 : Notre histoire de Bertrand Blier : Robert Avranches
- 1985 : Parole de flic de José Pinheiro : Daniel Pratt
- 1986 : Le Passage de René Manzor : Jean Diaz
- 1988 : Ne réveillez pas un flic qui dort de José Pinheiro : le commissaire divisionnaire Eugène Grindel

#### Années 1990
- 1990 : Dancing Machine de Gilles Béhat : Alan Wolf
- 1990 : Nouvelle Vague de Jean-Luc Godard : « Lui », Roger Lennox et Richard Lennox
- 1992 : Le Retour de Casanova d'Édouard Niermans : Giacomo Casanova
- 1993 : Un crime de Jacques Deray : Maître Charles Dunand
- 1994 : L'Ours en peluche de Jacques Deray : Jean Rivière
- 1995 : Les Cent et Une Nuits de Simon Cinéma d'Agnès Varda : Alain Delon, en visite
- 1997 : Le Jour et la Nuit de Bernard-Henri Lévy : Alexandre
- 1998 : Une chance sur deux de Patrice Leconte : Julien Vignal
- 1998 : Le Musée du cinéma Henri Langlois de Jacques Richard (court métrage - 4') : narrateur[2]

#### Années 2000

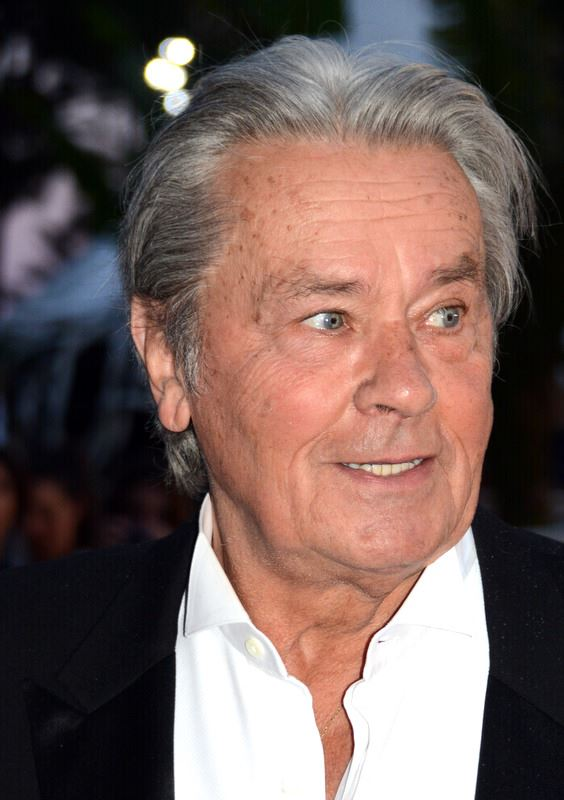
Alain Delon pendant la 66e édition du Festival de Cannes (2013).

- 2000 : Les Acteurs de Bertrand Blier : lui-même
- 2008 : Astérix aux Jeux olympiques de Frédéric Forestier et Thomas Langmann : Jules César

#### Années 2010
- 2012 : Bonne Année, les mamans ! (С новым годом, мамы!) de Sarik Andreassian, segment Voir Paris et... : lui-même
- 2019 : Toute ressemblance… de Michel Denisot : lui-même

### Acteur à la télévision
- 1962 : Le Chien de François Chalais (téléfilm)
- 1978 : Le Bel Indifférent de Marion Sarraut (téléfilm)
- 1988 : Cinéma de Philippe Lefebvre (série télévisée) : Julien Manda
- 2002 : Fabio Montale de José Pinheiro (série télévisée) : Fabio Montale
- 2003 - 2004 : Frank Riva de Patrick Jamain (série télévisée, deux saisons) : Frank Riva
- 2003 : Le Lion de José Pinheiro (téléfilm) : John Bullit
- 2010 : Un mari de trop de Louis Choquette (téléfilm) : Maître Maxime de Rougemont
- 2011 : Belmondo, itinéraire… de Vincent Perrot et Jeff Domenech (documentaire) : lui-même
- 2011 : L'Occupation intime d'Isabelle Clarke (documentaire) : narration

### Réalisateur
- 1973 : Les Granges brûlées (coréalisateur non crédité[3],[4])
- 1981 : Pour la peau d'un flic
- 1983 : Le Battant

### Producteur
- 1964 : L'Insoumis
- 1968 : Jeff
- 1969 : Madly
- 1970 : Borsalino
- 1970 : Sortie de secours
- 1970 : Doucement les basses
- 1972 : Le Professeur
- 1972 : Les Grands Fusils (Tony Arzenta)
- 1973 : Deux Hommes dans la ville
- 1974 : Borsalino and Co.
- 1974 : Les Seins de glace
- 1975 : Le Gitan
- 1975 : Flic Story
- 1976 : Comme un boomerang
- 1976 : Monsieur Klein
- 1977 : Le Gang
- 1976 : Armaguedon
- 1977 : L'Homme pressé
- 1977 : Mort d'un pourri
- 1978 : Le Jeu de la puissance (Power Play)
- 1978 : Attention, les enfants regardent
- 1979 : Le Toubib
- 1980 : Trois Hommes à abattre
- 1981 : Pour la peau d'un flic
- 1983 : Le Jeune Marié
- 1983 : Le Battant
- 1984 : Notre histoire
- 1985 : Parole de flic
- 1986 : Les Pros
- 1986 : Le Passage
- 1988 : Ne réveillez pas un flic qui dort
- 1990 : Dancing Machine
- 1992 : Le Retour de Casanova
- 1993 : Un crime
- 2003-2004 : Frank Riva